# Rio dos Índios
Rio dos Índios è un comune del Brasile nello Stato del Rio Grande do Sul, parte della mesoregione del Noroeste Rio-Grandense e della microregione di Frederico Westphalen.